# Pierre-Marie-Magdeleine Cortois de Balore
Pierre Marie-Magdeleine Cortois de Balore (11 mai 1736, Dijon - 18 octobre 1812, Polisy) est un prélat, évêque de Nîmes, et un homme politique français, député du clergé aux États généraux de 1789.

## Biographie
Il est le fils de Claude-Antoine Cortois-Humbert, co-seigneur de Quincey et de Anne de Mussy. Le frère de Gabriel Cortois de Pressigny, évêque de Saint-Malo puis archevêque de Besançon et le neveu de Gabriel Cortois de Quincey, évêque de Belley.
Ordonné prêtre, il devient abbé de Vie puis devient en 1776 évêque d'Alais, confirmé le 20 mai et consacré en juin par François-Joseph-Emmanuel de Crussol d'Uzès, évêque de La Rochelle. Il achève les travaux de la cathédrale, et fait établir des digues contre les crues du Gardon d'Alès. Nommé évêque de Nîmes en 1784, il est élu le 30 mars 1789 par la sénéchaussée de Beaucaire député du clergé aux États généraux. Il se rapproche alors du tiers état et approuve l'hypothèque des biens du clergé. Il déclare cependant le 31 octobre 1789 à la tribune de l'Assemblée « Nos sacrifices, offerts à la nation, seront pour nous la plus grande jouissance. Attendez tout de nos privations personnelles ; mais n'espérez rien du patrimoine des pauvres et de celui des autels. » S'étant modéré, il prit successivement position, en faveur des catholiques de Montauban, les catholiques de Nîmes dont il dit que leurs délibérations n'étaient « ni inconstitutionnelles ni injurieuses pour l'Assemblée nationale » et contre la nomination comme évêque constitutionnel à Nîmes de l'abbé Dumouchel, protégé de Jean-Paul Rabaut de Saint-Étienne.
Membre de l'académie de Nîmes sous l'Ancien Régime, il retrouve son siège après sa recréation.
Il quitte ensuite la France pour s'exiler à Zurich, où il vit dans la pauvreté. Il revient en France lors du concordat de 1801 et renonce à l'évêché de Nîmes. Il se retire ensuite à Polisy, où il meurt à l'âge de 76 ans.

## Sources
- « Pierre-Marie-Magdeleine Cortois de Balore », dans Adolphe Robert et Gaston Cougny, Dictionnaire des parlementaires français, Edgar Bourloton, 1889-1891 [détail de l’édition] [texte sur Sycomore]